# Paraclius viridus
Paraclius viridus är en tvåvingeart som beskrevs av Van Duzee 1931. Paraclius viridus ingår i släktet Paraclius och familjen styltflugor.
Artens utbredningsområde är Honduras. Inga underarter finns listade i Catalogue of Life.